# Тумелила (община)
Община Тумелила (на шведски: Tomelilla kommun) е разположена в лен Сконе, югоизточна Швеция с обща площ 399 km2 и население 12 891 души (към 31 декември 2013). Административен център на община Тумелила е едноименния град Тумелила.